# Hrabstwo Coleman

Piramida wieku hrabstwa

Hrabstwo Coleman – hrabstwo położone w Stanach Zjednoczonych, w centralnej części stanu Teksas. Według danych z 2023 liczy 7842 mieszkańców (w tym 77,2% to biali niebędący Latynosami). Siedzibą hrabstwa jest miasteczko Coleman, skupiające około połowy mieszkańców hrabstwa. Inne miejscowści, to: Novice i Santa Anna.
Hrabstwo utworzono w 1858 r. poprzez wydzielenie terytorium z hrabstwa Brown oraz Travis Land District, jednak ostateczny kształt hrabstwo uzyskało w 1880 r. Nazwa hrabstwa pochodzi od nazwiska Roberta Colemana, rangera, uczestnika Bitwa pod San Jacinto, jednego z twórców Republiki Teksasu.

## Gospodarka
Gospodarka jest w dużej mierze rolnicza z silnym naciskiem na zasoby naturalne. Ważną rolę odgrywają hodowla owiec i kóz, bydła i koni. Dominującą uprawą jest pszenica (dawniej też kukurydza, bawełna i owies). 73% areału gospodarstw obejmują pastwiska, 19% uprawy i 6% to obszary leśne. Niewielkie wydobycie ropy naftowej i gazu ziemnego.
Jest jednym z najbiedniejszych hrabstw w środkowym Teksasie. Średni dochód gospodarstwa domowego (dane z 2023) wynosi 52 364 dolarów, zaś dochód na mieszkańca 32 880 dolarów. 17,7% mieszkańców żyje poniżej relatywnej granicy ubóstwa.

## Geografia
Według US Census Bureau, hrabstwo ma całkowitą powierzchnię 3319 km², z czego 3269 km² to grunty, a 50,2 km² (1,5%) zalane jest przez wodę. Na północy hrabstwa znajduje się Jezioro Coleman, a południową granicę wyznacza rzeka Colorado, z dużą częścią jeziora O.H. Ivie Lake.

### Sąsiednie hrabstwa
- Hrabstwo Callahan (północ)
- Hrabstwo Brown (wschód)
- Hrabstwo McCulloch (południe)
- Hrabstwo Concho (południowy zachód)
- Hrabstwo Runnels (zachód)
- Hrabstwo Taylor (północny zachód)

### Główne drogi
Przez teren hrabstwa przebiegają trzy drogi krajowe oraz dwie stanowe:
- U.S. Route 67
- U.S. Route 84
- U.S. Route 283
- Droga stanowa nr 153
- Droga stanowa nr 206

## Demografia
W latach 2000–2020 populacja hrabstwa skurczyła się o 16,8%. Według danych pięcioletnich z 2023 roku, mieszkańcy deklarują głównie pochodzenie meksykańskie (14,6%), niemieckie (13,6%), angielskie (10,8%), szkockie lub szkocko–irlandzkie (10,7%), mieszane (9,7%), irlandzkie (8,3%), francuskie (4,2%), afroamerykańskie (3,9%) i „amerykańskie” (3,5%).